# Margarethe Marianne Fellerer
Margarethe Marianne Fellerer (* 6. Januar 1886 oder 1885 in Linz; † 2. April 1961 in Arlesheim) war ein österreichisch-schweizerische Fotografin und Anthroposophin.

## Leben und Werk
Margarethe Marianne Fellerer war eine Tochter des Karl Fellerer, Kupferschmied, und der Maria, geborene Werndl. Ihre Brüder waren u. a. der Architekt Max Fellerer und der spätere Rechtsanwalt, autodidaktische Aquarellist und Zeichner Josef Fellerer (1891–1970). 
Margarethe Marianne Fellerer liess sich zwischen 1909 und 1910 in Ascona nieder, um bei Anny Langvare Opern-Gesangsunterricht zu nehmen. Zusammen mit anderen Studenten wohnte sie im Casa Pietro e Paolo und pflegte eine enge Beziehung zur Gemeinde auf dem Monte Verità.
1919 lernte sie den Maler Ernst Frick kennen und ging mit ihm 1920 eine Beziehung ein. 1941 heiratete das Paar, das im Haus Cà del Sass auf dem  Monte Verità lebte.
Als ihr der Bruder Max Anfang der 1930er-Jahre eine Fotokamera schenkte, begann sie, das kulturelle und künstlerische Leben von Ascona fotografisch zu dokumentieren. 1931 lernte sie Olga Fröbe-Kapteyn kennen. 1935 sandte Margarethe Marianne Fellerer die Fotoserie Gottesanbeterin an Carl Gustav Jung und porträtierte ihn später in Küsnacht. 
Nach dem Tod ihres Mannes zog sie in den 1950er-Jahren nach Arlesheim, wo sie in einem Pflegeheim 1961 verstarb. 2012 wurden ihre Fotografien im «Museo Epper» in Ascona ausgestellt.